# Cornelia Pieper

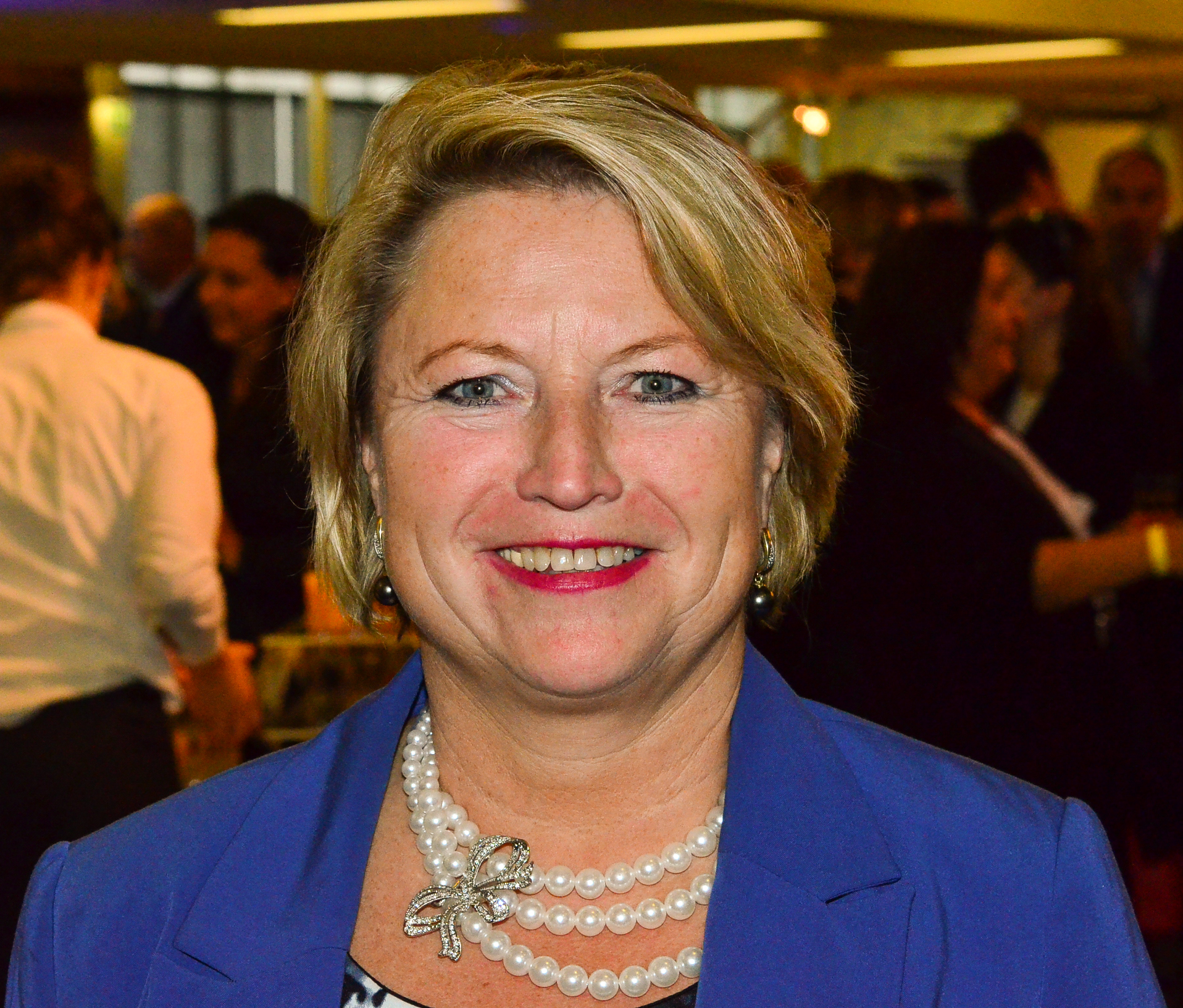
Cornelia Pieper (2013)

Cornelia Pieper, geb. Richter (* 4. Februar 1959 in Halle (Saale)) ist eine deutsche Politikerin. Sie war von 2001 bis 2005 Generalsekretärin und von 2005 bis 2011 stellvertretende Bundesvorsitzende der FDP. Von Oktober 2009 bis Dezember 2013 war sie Staatsministerin im Auswärtigen Amt. Seit 2014 ist sie Generalkonsulin in der polnischen Stadt Danzig.

## Leben und Beruf
Nach dem Abitur in Halle absolvierte Cornelia Pieper ein Studium der Angewandten und Theoretischen Sprachwissenschaften in der polnischen und russischen Sprache in Leipzig und Warschau, welches sie 1982 als Diplom-Sprachmittlerin beendete. Bis 1985 arbeitete sie als Dolmetscherin im Tourismus und im Kulturbereich und wechselte danach in die EDV-Abteilung des Fernsehgerätewerkes in Halle. Von 1987 bis 1990 war sie in der Abteilung Kultur und Bildung beim Bezirksvorstand der LDPD in Halle tätig. Von 1995 bis 1996 war sie Geschäftsführerin des Humanistischen Verbandes e. V. in Berlin. Ab 1996 war sie als freiberufliche Übersetzerin tätig. Pieper war Mitglied des Aufsichtsrats der Nürnberger Krankenversicherung. Im August 2014 wurde sie Generalkonsulin der Bundesrepublik Deutschland in Danzig.
Pieper ist verwitwet und Mutter eines Sohnes. Piepers Ehemann beging am 30. April 2013 im Alter von 55 Jahren Suizid.

## Parteilaufbahn
Pieper war Mitglied der DDR-Blockpartei LDPD und in deren Bezirksverband Halle von 1987 bis 1990 Mitarbeiterin für Kultur und Bildung. Seit 1990 ist sie Mitglied der FDP und gehört seitdem auch dem Landesvorstand der FDP in Sachsen-Anhalt an. Ab 1993 war sie Mitglied des FDP-Bundesvorstandes, von 1997 bis 2001 als stellvertretende Bundesvorsitzende und anschließend bis Mai 2005 als Generalsekretärin der FDP. 2003 forderte der FDP-Politiker Wolfgang Kubicki Pieper zum Rücktritt von ihrem Posten als Generalsekretärin auf, nachdem die Polizei eine offenbar von ihrem Sohn angepflanzte Hanfpflanze auf Piepers Grundstück in Halle gefunden hatte. Am 5. Mai 2005 wurde Pieper mit 60,6 % der Stimmen erneut zur stellvertretenden Bundesvorsitzenden der Liberalen gewählt. Daneben war sie von 1995 bis zum 9. April 2011 Landesvorsitzende der FDP Sachsen-Anhalt. Auf dem Bundesparteitag 2011 in Rostock kandidierte sie nicht mehr als stellvertretende Bundesvorsitzende, sondern als Beisitzerin. Dabei wurde sie (wie auch Wolfgang Kubicki) erst im zweiten Wahlgang gewählt.

## Abgeordnetentätigkeit
Von 1990 bis 1994 war Cornelia Pieper Mitglied des Landtages von Sachsen-Anhalt und in dieser Zeit auch Vizepräsidentin des Landtages. Im Jahr 1998 wurde sie erstmals in den Deutschen Bundestag gewählt. Dort war sie dann von 1998 bis 2001 stellvertretende Vorsitzende der FDP-Bundestagsfraktion. Nachdem die FDP mit ihr als Spitzenkandidatin bei der Landtagswahl 2002 13,3 % der abgegebenen Stimmen erreicht hatte, wurde Cornelia Pieper erneut Mitglied des Landtages von Sachsen-Anhalt und hier auch Vorsitzende der FDP-Fraktion. Sie schied daher am 31. Mai 2002 aus dem Bundestag aus, für den sie bei der Bundestagswahl im September 2002 jedoch erneut kandidierte.
Sie war seitdem bis 2013 wieder Mitglied des Deutschen Bundestages und gab ihr Landtagsmandat und den Fraktionsvorsitz auf. Von Februar bis Oktober 2005 war sie Vorsitzende des Bundestagsausschusses für Bildung, Forschung und Technikfolgenabschätzung. Ab November 2005 war sie stellvertretende Vorsitzende dieses Ausschusses und Sprecherin der FDP-Bundestagsfraktion für Forschung. Sie zog stets über die Landesliste Sachsen-Anhalt in den Deutschen Bundestag ein. Ihr Bundestagswahlkreis ist der Wahlkreis 73 (Halle). Sie war von Oktober 2009 bis Dezember 2013 Staatsministerin im Auswärtigen Amt und zugleich Koordinatorin für die deutsch-polnische zwischengesellschaftliche und grenznahe Zusammenarbeit.
Zur Bundestagswahl 2013 setzte die FDP Sachsen-Anhalt Cornelia Pieper wie auch 2009 auf den Platz 1 der Landesliste. Da die FDP an der Fünf-Prozent-Klausel scheiterte, endete ihre Zeit als Bundestagsabgeordnete mit dem Zusammentritt des 18. Bundestages.

## Politische Positionen
Vor der Bundestagswahl 2009 bezeichnete Pieper höhere Investitionen in Bildung als größte Herausforderung. Außerdem bezeichnete sie das Zugangserschwerungsgesetz als „untauglich“: „Kein pädophil veranlagter Mensch wird dadurch sein Verhalten ändern.“ Im November 2012 kündigte Pieper an, entgegen einem Koalitionsbeschluss nicht für das Betreuungsgeld zu stimmen. Dieses sei eine Rückkehr zum alten Familienmodell „Kinder, Küche, Kirche“.

## Ehrenamt
Cornelia Pieper war über viele Jahre ehrenamtlich aktiv in verschiedenen Gremien der Oskar-Patzelt-Stiftung und ist Botschafterin des Wettbewerbs Großer Preis des Mittelstandes.
Pieper war Mitglied der Jury für die Vergabe des Standorts des Zukunftszentrums für Deutsche Einheit und Europäische Transformation.

## Schriften
- Die Geschichte vom Blumentopf. Ein Stern-Beitrag und seine Folgen. In: Schmierfinken. Politiker über Journalisten. Hrsg. von Maybrit Illner und Hajo Schumacher. Heyne Verlag, München 2009, S. 80–83, ISBN 978-3-453-62037-7.

## Ehrungen und Auszeichnungen
- 2010 Dr. h.c. der Dokkyō-Universität, Sōka, Japan[12]
- 2011 Prof. h.c. der Jan Kochanowski Universität in Kielce, Polen[13]
- 2024: Verdienstorden des Landes Sachsen-Anhalt[14]